# August Dvorak
August Dvorak (5 de maio de 1894 — 10 de outubro de 1975) foi um psicólogo educacional e professor de educação na Universidade de Washington em Seattle, Estados Unidos. Ele é mais conhecido pela criação do Teclado Simplificado Dvorak na década de 1930 (junto com William Dealey, seu cunhado), no intuito de substituir o padrão QWERTY. O padrão Dvorak seria utilizado mais tarde nos computadores.
Dvorak e Dealey, juntamente com Nellie Merrick e Gertrude Ford, escreveram o livro Typewriting Behavior (Comportamento da Digitação), publicado em 1936. Este livro é um relatório bastante profundo sobre a psicologia e a fisiologia da digitação.
August Dvorak é parente distante do compositor checo Antonin Dvorak.